# 東大工町
東大工町（ひがしだいくまち）是德島縣德島市的町名。屬於新町地区。位於東大工町一丁目至東大工町三丁目之間。邮政编码為〒770-0905。
- 人口：124人（2010年1月。德島市的調査數據）
- 世帯数：64世帯（同上）

## 地理・歴史
德島市的東部位置。南新町一丁目至二丁目之間的住宅街，夾在東山手町一丁目至三丁目之間，南鄰大道一丁目，北接新町橋二丁目的商店街。
原德島市大工町的一部份，昭和17年起改為現在的町名。

## 施設
- タカラ本社

## 交通

### 道路
一般国道
- 国道438号

都道府縣道
- 德島縣道136號宮倉德島線

## 外部連結
- 德島市主页 （页面存档备份，存于）

Template:徳島市の町名